# William Lindsay
William Lindsay   (Glasgow, 3 de març de 1916 - Stillorgan, 23 de maig de 1971) va ser un jugador d'hoquei sobre herba escocès que va competir durant les dècades de 1930 i 1940.
El 1948 va prendre part en els Jocs Olímpics de Londres, on va guanyar la medalla de plata com a membre de l'equip britànic en la competició d'hoquei sobre herba.